# Kostel Narození Panny Marie (Mrtník)
Kostel Narození Panny Marie patří mezi nejstarší dochované sakrální stavby v hořovickém regionu. Nachází se v Mrtníku, součásti obce Hvozdec v okrese Beroun. Původně byl zbudován ještě jako hornická kaple pro místní horníky, kteří zde pracovali na nedaleké Jedové hoře. Roku 1352 byl Karlem IV. povýšen na plebanium. V období baroka byl stavebně rozšířen a upraven do dochované podoby. Roku 1965 byl zařazen na seznam kulturních památek České republiky.

## Historie
První kostel v Mrtníku vznikl zřejmě na místě pohanské svatyně.[zdroj?] Soudí se tak že vedle kostela stávala tvrz vladyků z Mrtníku, kteří byli v úzkém příbuzenském vztahu ke komárovským Pešíkům. Právě ti mohli být jednou z větví mrtnického rodu. Na konci čtrnáctého století však rod vladyků z Mrtníka vymřel a panství přešlo pod správu příbuzných Pešíků. Proto i poté, co mrtnická tvrz zanikla, zachovávali Pešíkové tradiční úctu k sídlu předků.
Výrazným důvodem ke vzniku kostela byl charakter zdejšího osídlení. Nejednalo se o tradiční podhorské vesnice s mnoha zemědělskými usedlostmi, ale šlo o osady řemeslníků, ve kterých přebývali především hutníci, horníci či uhlíři, kteří od zdejších pánů pozemky dostali právě z důvodu nedalekých dolů. Tímto způsobem vznikly obce jako Chaloupky, Malá Víska, Hvozdec, Neřežín, Ptákov, Kleštěnice či Kvaň. Duchovním centrem těchto „železářských obcí“, které se v podstatě shodovalo s panstvím Pešíků, byl právě Mrtník.
V roce 1352 došlo na příkaz Karla IV. k povýšení hornické kaple na tzv. plebánium a obdržela faráře a statut farnosti. Později v roce 1568 byl však původní gotický kostel barokně přestavěn Jiřím Pešíkem z Komárova. Krom přestavby došlo k zbudování nového farního a školy která patřila k nejstarším v celém okrese.
V kostele se nachází hrobky rodu Pešíků z Komárova a na přilehlém hřbitově pak ostatky havířů a hutníků, včetně těch kteří zemřeli na následky úrazů, nebo po tom co je postihla tzv. kletba Jedové hory. Na Jedové hoře se těžila převážně železná ruda, ale také rumělka – základ barviv ale také zdroj rtuti. Kvůli tomu pak dělníci, kteří se nadýchali rtuťových výparů, často umírali. Mnozí horníci to považovali za prokletí hory, proto vznikl název Giftberg (Jedová hora).
Roku 1870 byla těžba v oblasti Jedové hory ukončena, avšak díky novým technologiím ve zpracování železa nedošlo k úpadku oblasti. Svoje zásluhy na tom měly i Komárovské železárny, které založili již Pešíkové. Tyto železárny pro kostel v roce 1880 zhotovily litinovou polychromovanou křížovou cestu, lavice s litinovými postranicemi a litinové víko křtitelnice.
Roku 1917 v srpnu rozbili a odvezli rakouští vojáci zvon o váze šest tun, který roku 1675 daroval kostelu hrabě Bernard z Martinic. Po první světové válce přešel kostel s farou pod správu obce Mrtník.

## Presbyterium

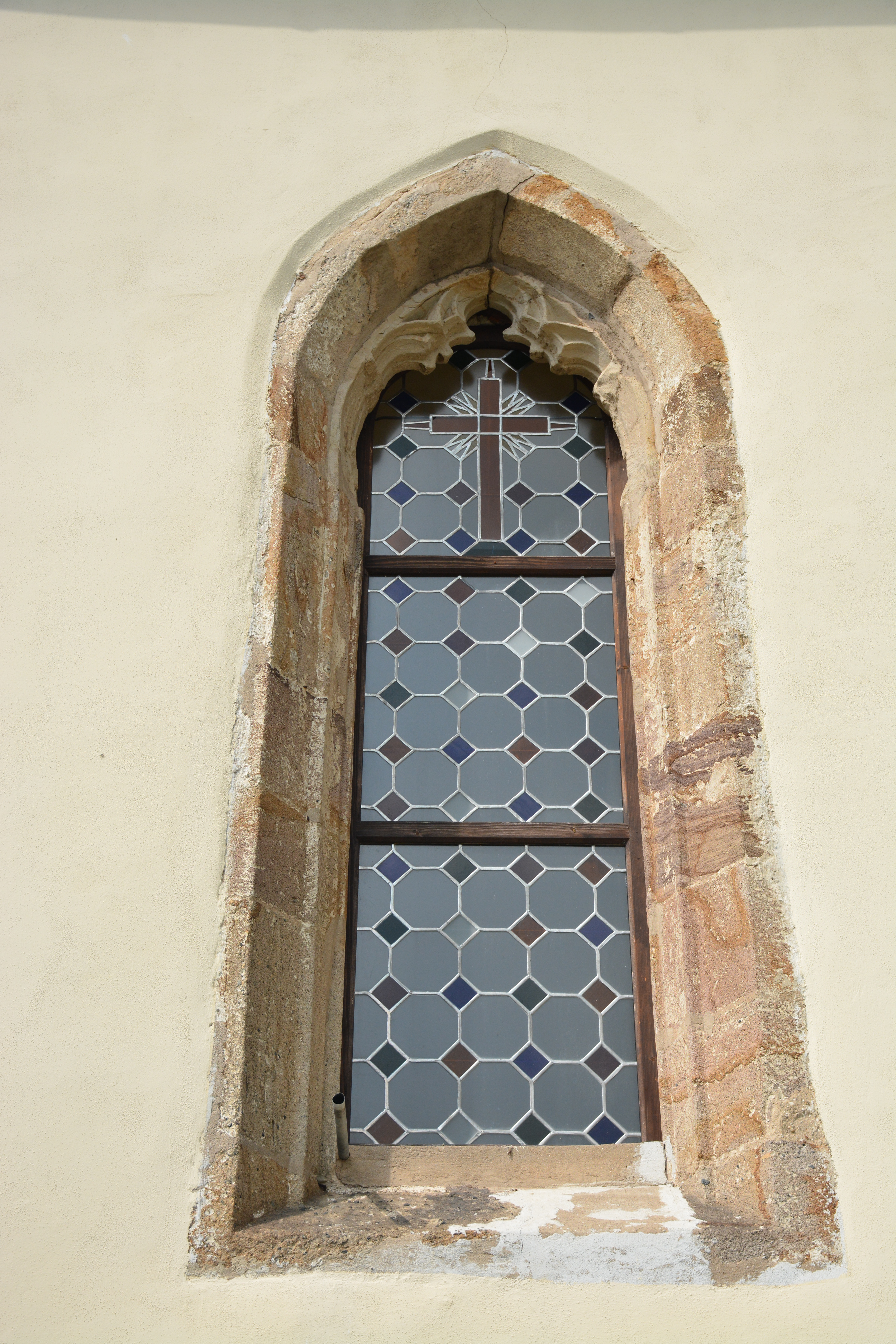
Gotické okno s částečně zachovanou kružbou

Nejstarší dochovanou částí kostela je presbytář pocházející z padesátých let 14. století, což mimo jiné dokládá značná šířka zdiva kolísající kolem 1,1 metru a v některých místech dokonce 1,3 metru. Většina kamene ve zdivu pochází přímo z okolí a vzhledem k hornické orientaci daného kraje je více než pravděpodobné, že lomový kámen byl dodáván samotnými horníky. Polygonální závěr je osazen pěticí gotických oken, přičemž u některých se zachovalo i původní ostění.
V čelním okně nalezneme fragmenty kružeb, které byly během barokní přestavby osekány, což znemožnilo určit jejich původní tvar. S největší pravděpodobností se jednalo o trojlistou kružbu jednoduché konstrukce. Samotný interiér presbytáře je překlenut jedním polem křížové žebrové klenby a paprsčitou klenbou v závěru. Samotná žebra byla později překryta barokním štukem a osazena na barokní konzoly. Na západní straně je presbyterium ukončeno barokním vítězným obloukem, který vznikl pravděpodobně jen dílčí úpravou středověké konstrukce.

## Hlavní loď

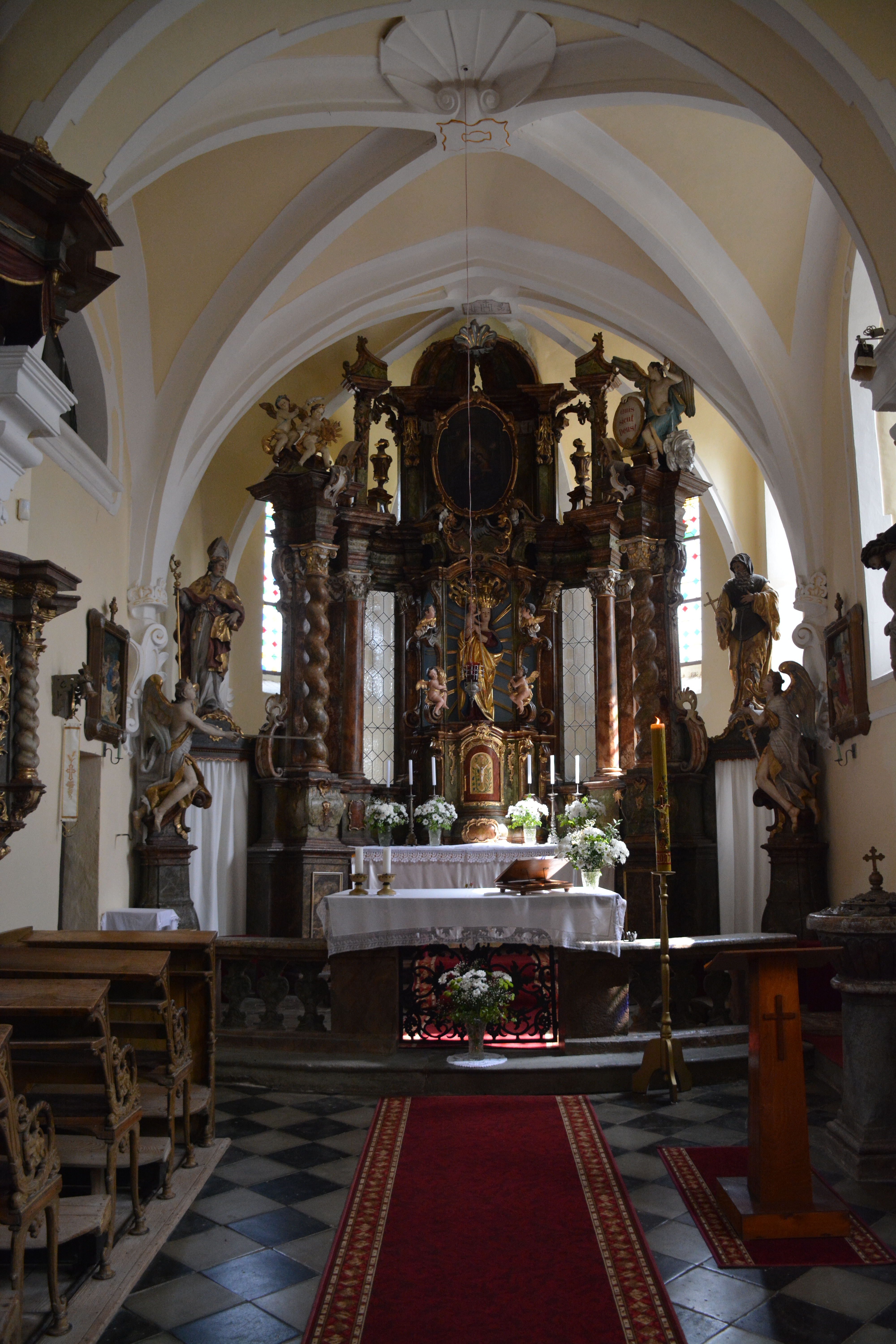
Presbytář

Hlavní loď v dochované podobě vznikla při barokní úpravě v osmnáctém století. Loď má plochý strop se štukem osazený na fabionu. Po stranách lodi se nachází několik půlkruhově ukončených barokních oken. V západní části lodi je barokní kruchta podklenutá valenou klenbou s lunetami, opatřená dřevěnou balustrádou a mírně vysazena do prostoru hlavní lodi. Prostor pod kruchtou je zastropen plochým stropem stejně jako předsíň kostela navazující na hlavní loď ze západní strany.

## Interiér

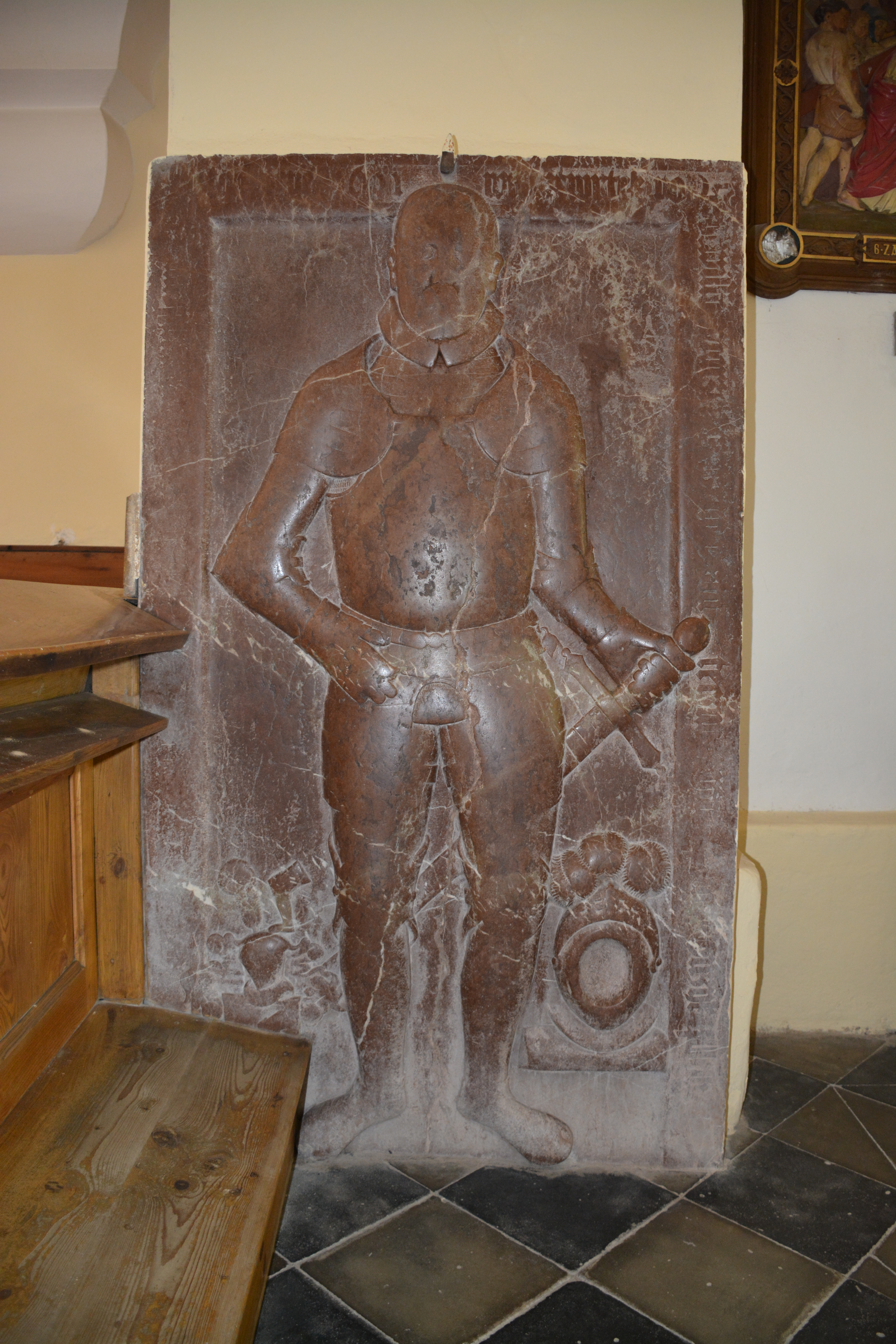
Náhrobek Pešíků

Hlavní oltář pochází z druhé čtvrtiny osmnáctého století. Jedná se o oltář sloupový s klasickou skříní, na které je umístěna socha madony se sochami světců a andělů po obou stranách.
Na severní straně lodi je umístěna polygonální kazatelna z doby před rokem 1700. Je zdobena obrazy evangelistů a na její stříšce je umístěna figurální výzdoba. Jistým unikátem je trojice prvků pocházející z dílen komárovský železáren, především pak litinová polychromovaná křížová cesta z roku 1880. Dále pak lavice s litinovými ornamenty a křtitelnice s litinovým víkem z téže doby.
V kostele se nachází náhrobní deska Jana Pešíka pána z Komárova, donátora zdejšího kostela.

## Varhany
V kostele se nacházejí původní barokní varhany od neznámého mistra pocházející z druhé poloviny 18. století. Stroj má mechanickou trakturu. V roce 1898 došlo pod vedením známého pražského varhanáře Petra Emanuela Štěpána k rozšíření počtu rejstříků a upravení vzdušnice. Roku 1946 byl pak připojen ventilátor.

## Věž
Masivní čtvercová věž je napojena ze severní strany na presbyterium skrze portál s dvojicí pilastrů nesoucí římsu. Na portál navazuje původní sakristie s valenou klenbou. V první patře věže se nachází boční empora s dvoudílným otevíratelným oknem směrem na oltář. Podkrovní část věže v sobě skrývá trámovou konstrukci pro osazení dvojice zvonů, přičemž v současné době je zde umístěna replika původního zvonu z roku 1675.
Všechna poschodí jsou propojena točitým kamenným schodištěm, které je od jednotlivých místností odděleno úzkými jednoduchými okny.
Vnější plášť věže je osazen několika jednoduchými okny, v místě schodiště pak malým obdélníkovým oknem. Během barokní úpravy byla na věž nanesena hladká omítka a prostor podkrovní zvonice doznal několika úprav, a to jak v případě oken, tak i doplněním o klasickou římsu těsně pod začátek střešní konstrukce.

## Krov a střecha

Klenba prebyteria

Jako jeden z mála kostelů je kostel v Mrtníce zastřešen mansardovou střechou s původní šindelovou krytinou pocházející zhruba z druhé poloviny šestnáctého století. Konstrukce krovů je řešena pomocí soustavy podpěrných stolic s hambalky, přičemž pro celkovou tuhost konstrukce jsou krokve v podélném směru vyztuženy ondřejskými kříži. Poměrně atypickým prvkem je středový vazný trám, který přepíná skoro celou hlavní loď.

## Hřbitov
Kolem kostela se rozkládá barokní hřbitov s dvojicí pozdně barokních bran. Na mapování zemí koruny české z let 1839–1841 je u východní strany hřbitova zaznamenán menší zděný objekt.

## Zmínky vliteratuře
Mrtnický kostel zmínil v jedné ze svých povídek český spisovatel a dramatik Václav Kliment Klicpera:
„Lidi dole tam, kde vchody do hutí otevřeny byly, kde do žhavých pecí bylo viděti, takže člověk nad tím obrazem trnul, domnívajíce se, že do pekel se dívá. Kováři nazí, zarostlí a umounění přede pecemi sem tam se mihali, zástěrami svými rachotíce a dřevěnkama klapajíce bezmála podobní se zdáli těm, jež v propasti pekelné majíce svou věčnou domácnost. Ale, kdyby náš vlastenec býval přišel na den sv. Vojtěcha, patrona slévačů, či sv. Floriána, patrona hamerníků, uviděl by své "pekelníky" vymydlené a hladce oholené, oblečené do vyžehleného kroje svého stavu, jak s praporem v čele důstojně kráčejí na oslavy od mrtnického kostelíku.“

## Zajímavost
Kolem roku 1600 byl kostel veden jako protestantský. Dnes jej spravuje římskokatolická církev.

## Fotogalerie

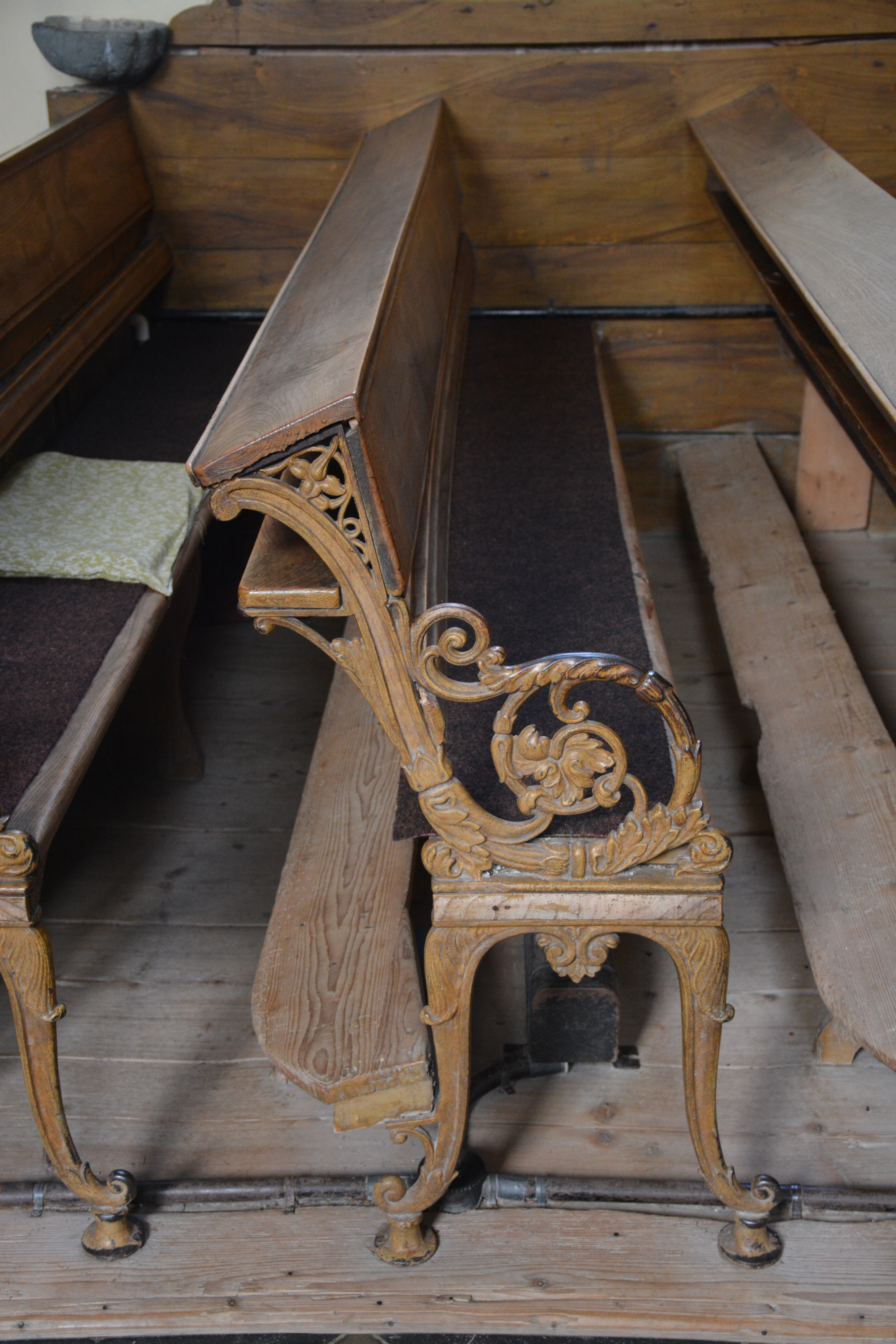
Kostelní lavice z litiny, vyrobena v železárnách v Komárově kolem roku 1880
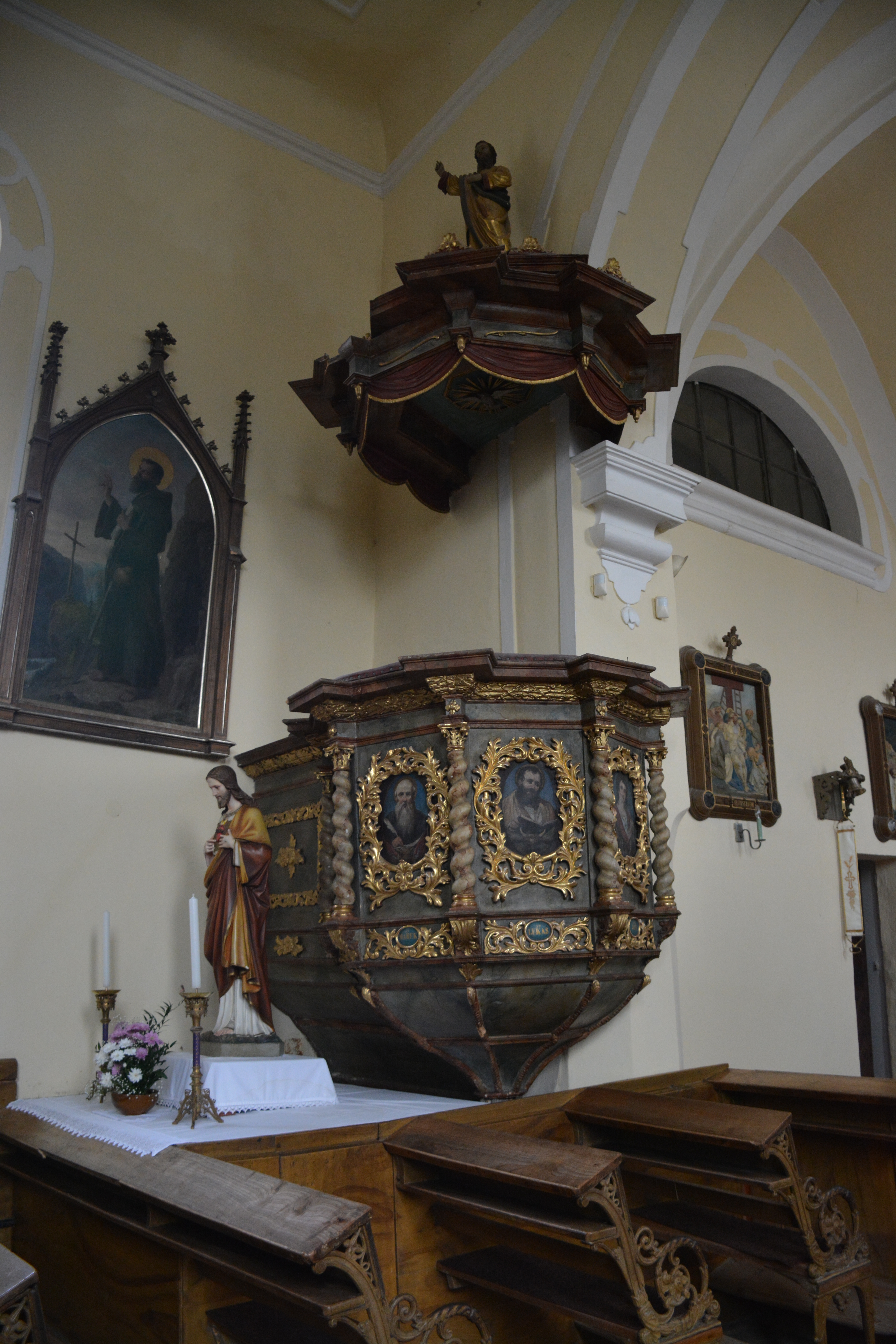
Zdobená barokní kazatelna
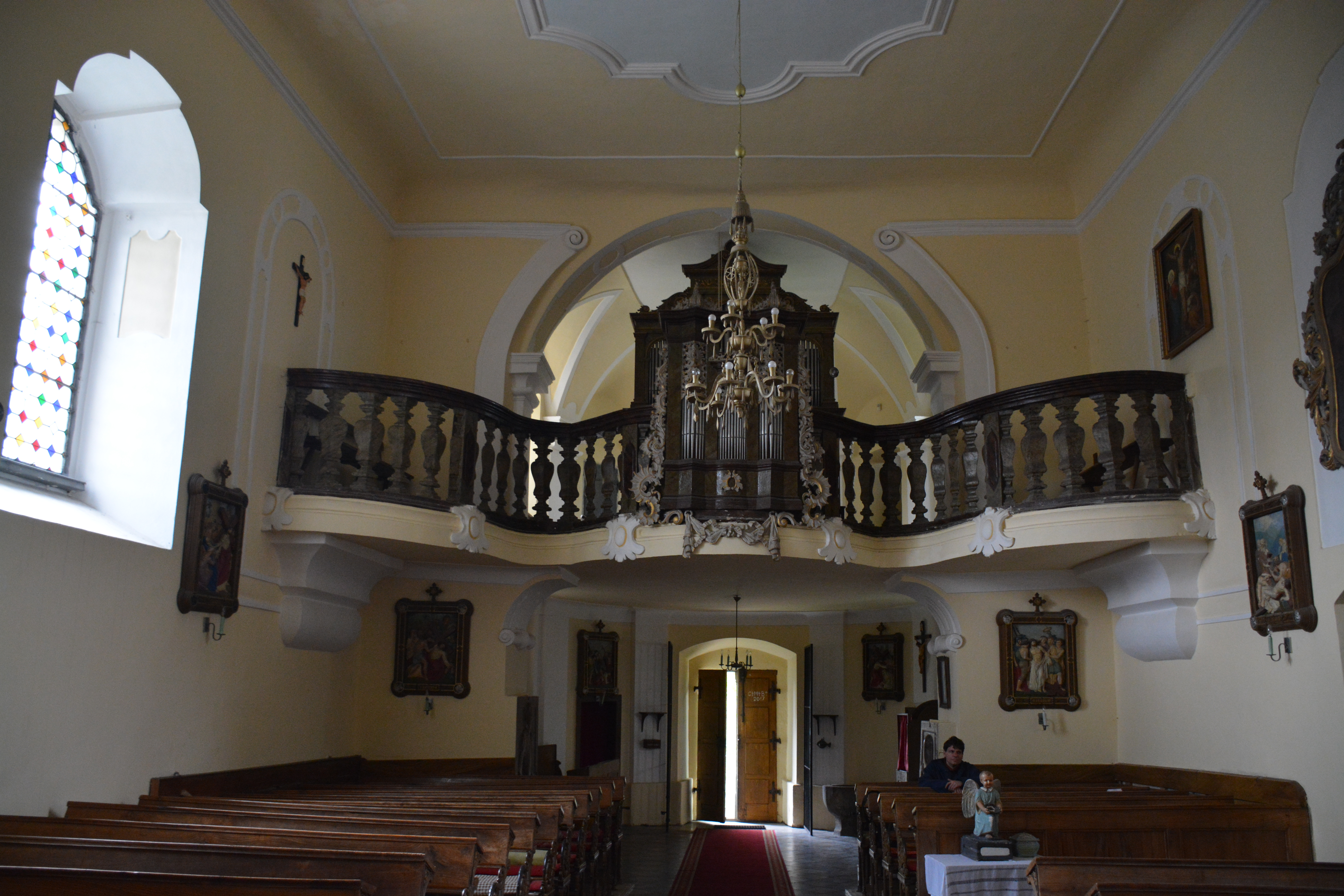
Pohled na kruchtu s barokní dřevěnou balustrádou a varhanní skříní
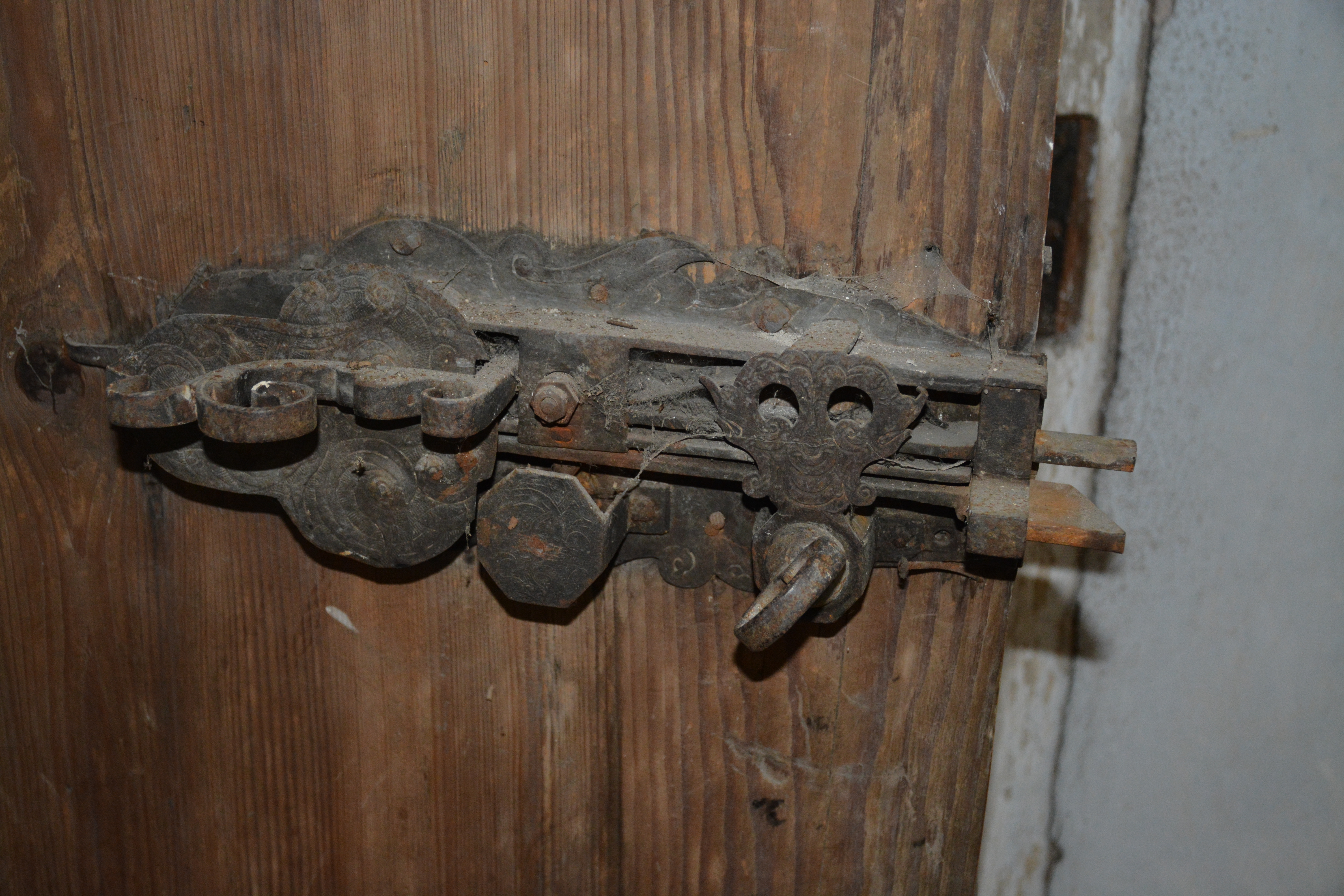
Dochovaný pozdně barokní zámek u vstupu na emporu
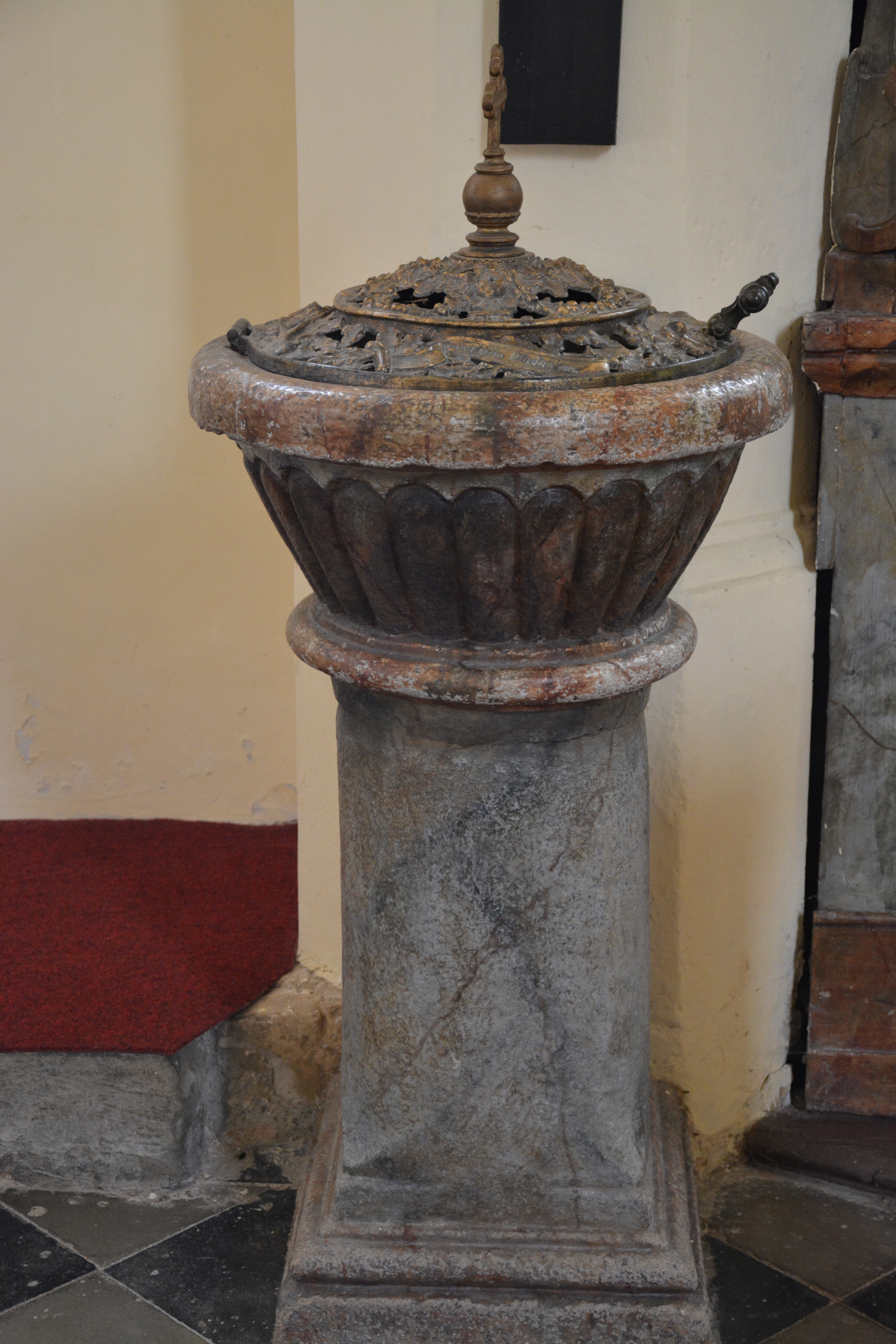
Litinová křtitelnice z komárovských železáren. Vyrobena kolem roku 1880
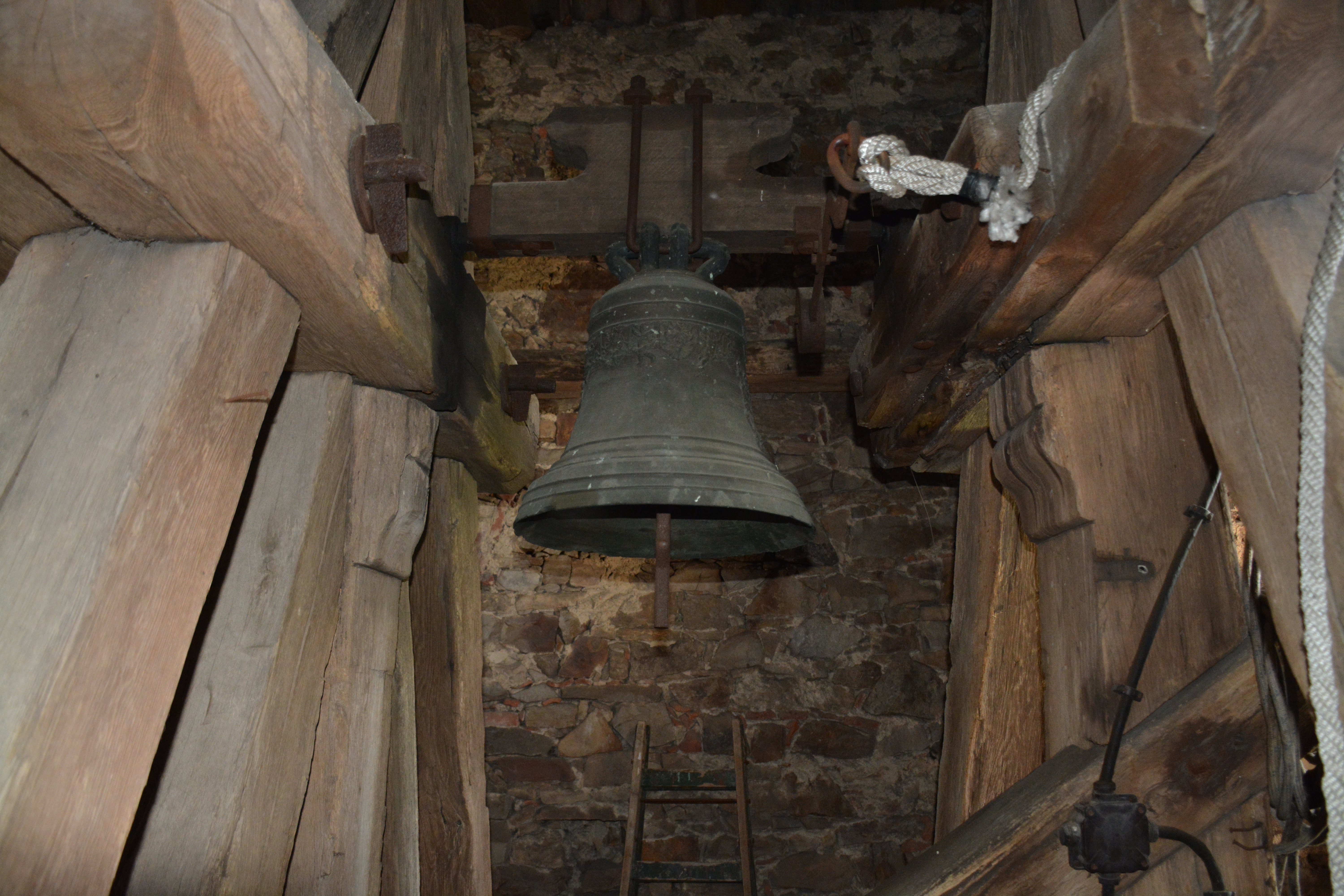
Replika původního barokního zvonu osazena v kostelní věži
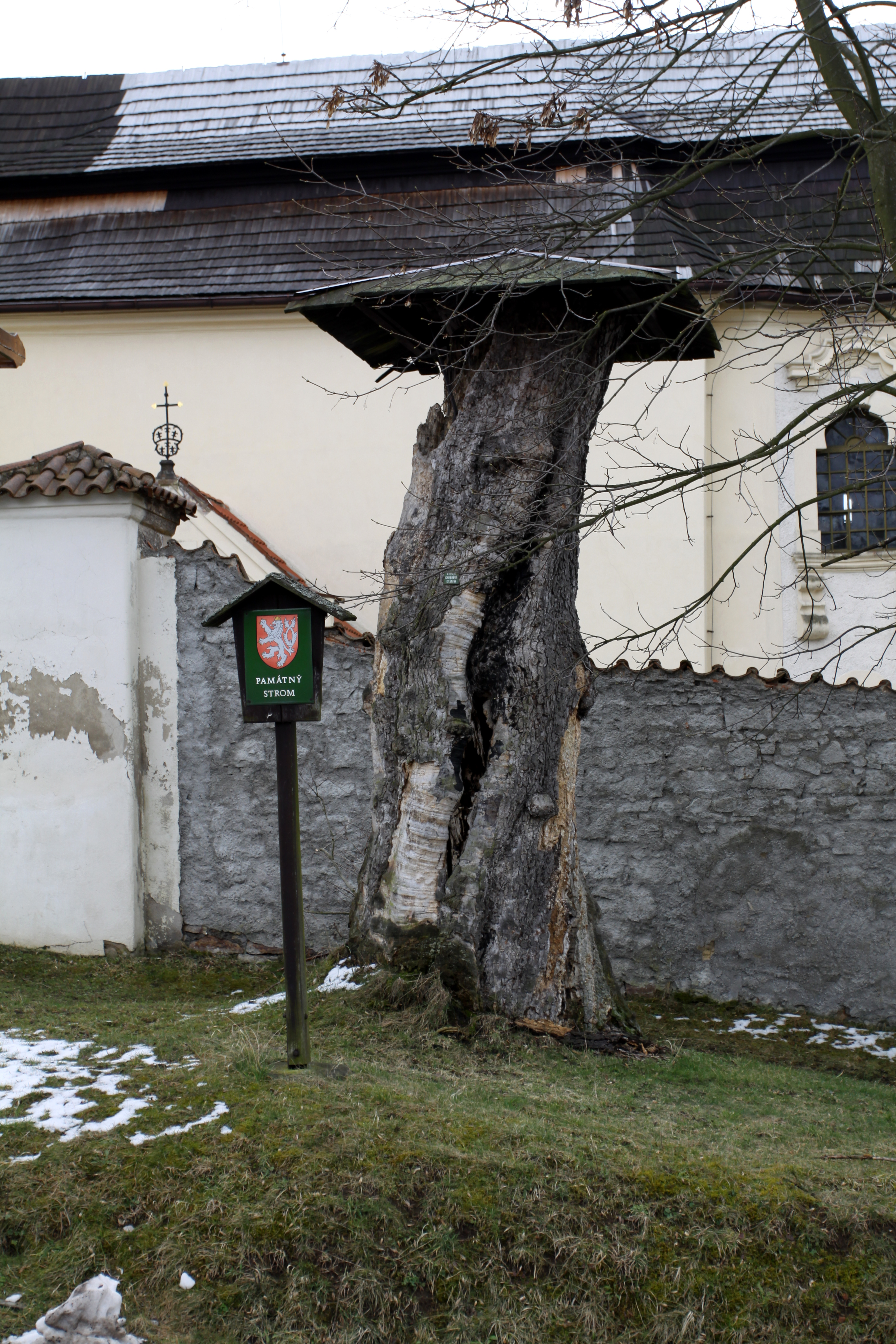
Pozůstatek javoru klenu, který byl vysazen místním pánem Jiřím Pešíkem v 16. století
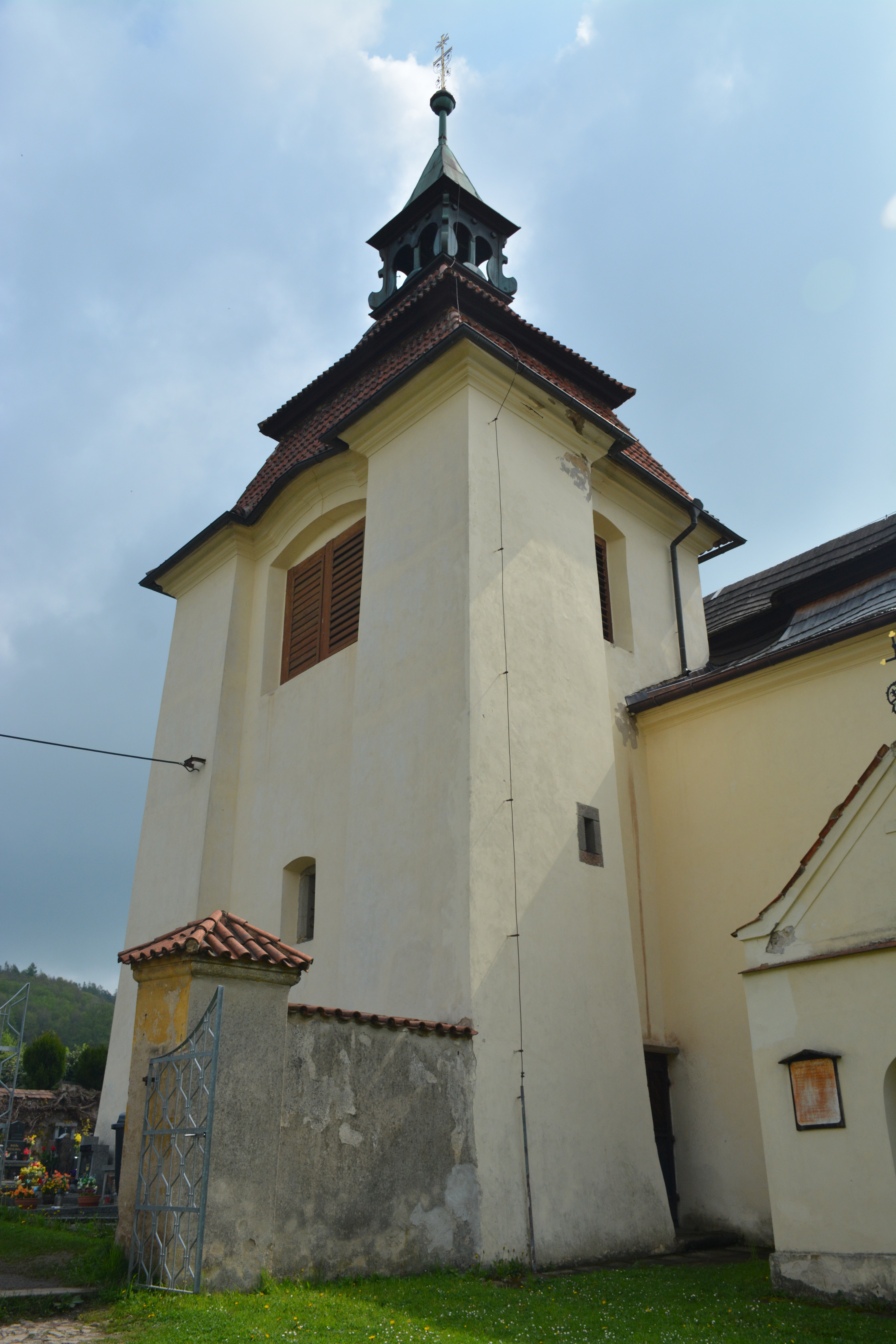
Pohled od vstupu do kostela na kostelní věž